# 長柄刀

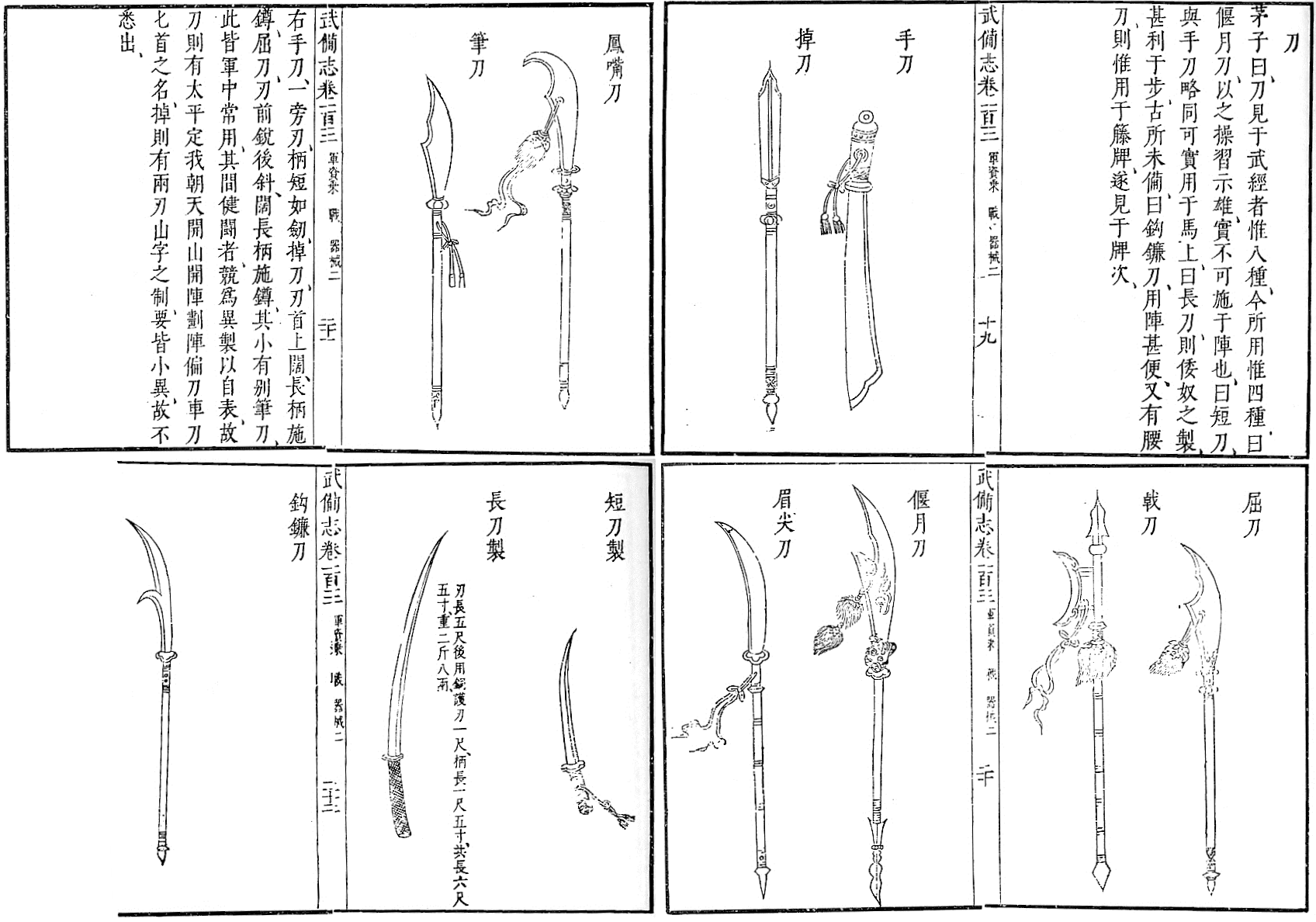
宋代刀八色與明代刀器，包括長柄刀與短柄刀。

長柄刀是有長握柄的刀，是一種長武器。起源可追溯到中國西漢傳說中的偃月刀等，可信至少在宋代之後成為軍隊常用的武器，宋代的《武經總要》中介紹了七種屬於長柄刀的刀具，如掉刀、屈刀、偃月刀、戟刀、眉尖刀、鳳嘴刀、筆刀，其中偃月刀就是一種只用於訓練的重型長柄刀。明代則出現夾刀棍、鉤鐮刀等等，而常用的長柄刀只剩偃月刀與鉤鐮刀。
在中國以外古代各地也有使用類似的大刀的實物流下，如日本的薙刀也是長柄刀的一種，在歐洲也有而英文寫作glaive。

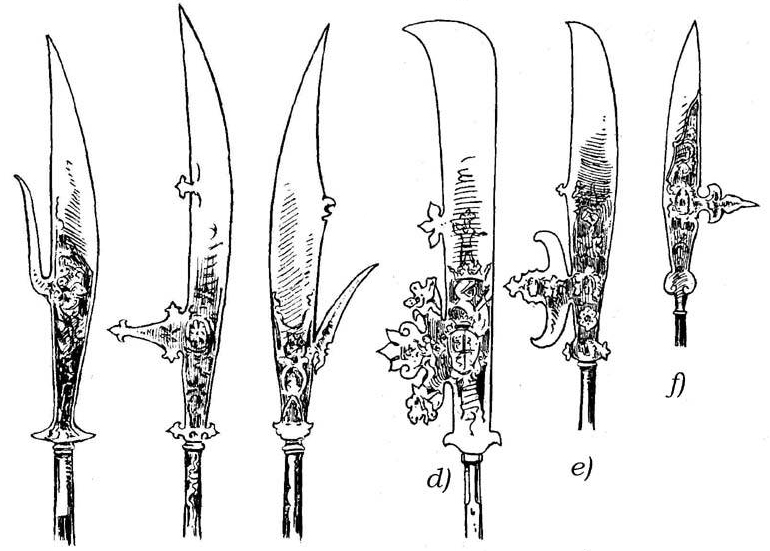
西方的長柄刀的各種刀身。

## 長柄刀與長刀
一般來說，長刀是指有長的刀身且刀柄約在30公分以下的刀械，例如漢代的斬馬劍和宋代的朴刀與明代的苗刀皆屬長刀的一種。

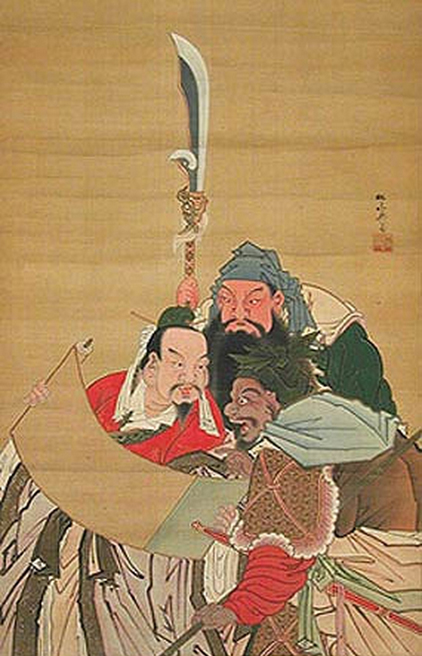
三國演義浮世繪中，關羽（居中者）手持的長柄刀（偃月刀）。